# Palawani levélmadár
A palawani levélmadár vagy sárgatorkú levélmadár (Chloropsis palawanensis)  a madarak osztályának verébalakúak (Passeriformes) rendjébe és a levélmadárfélék (Chloropseidae) családjába tartozó faj.
A magyar név forrással nincs megerősítve, lehet, hogy a német név tükörfordítása (Palawanblattvogel), vagy az angol név tükörfordítása sárgatorkú levélmadár (Yellow-throated Leafbird).

## Előfordulása
A Fülöp-szigetekhez tartozó Palawan szigetén honos.